# الفيزياء الفلكية النووية
الفيزياء الفلكية النووية هي جزء متعدد التخصصات في الفيزياء النووية والفلكية، ويشمل تعاونًا وثيقًا بين الباحثين في مختلف المجالات الفرعية في هذين التخصصيين. يشمل هذا، على وجه الخصوص، التفاعلات النووية ومعدلاتها مثلما تحدث في البيئات الكونية، ونمذجة الأجرام الفيزيائية الفلكية حيث قد تحدث هذه التفاعلات النووية، ولكن أيضًا دراسة التطور الكوني لتشكل النظائر والعناصر (الذي يُسمى بالتطور الكيميائي). تشمل القيود الرصدية العديد من المصادر، من جميع أنحاء الطيف الكهرومغناطيسي (علم فلك أشعة جاما النووية وعلم فلك الأشعة السينية وعلم الفلك البصري والراديوي/دون المليمتر)، بالإضافة إلى القياسات النظائرية لمواد النظام الشمسي مثل النيازك والغبار النجمي والأشعة الكونية والمواد الموجودة على الأرض والقمر. تدرس تجارب الفيزياء النووية استقرار النوى الذرية (أي عمرها وكتلها في نطاق النوى المشعة/غير المستقرة وليس فقط نطاق النظائر المستقرة، في ظل الكثافة العالية (حتى مواد النجوم النيوترونية)، ودرجات حرارة البلازما العالية التي تصل حتى درجة حرارة جيجا كلفن). النظريات وعمليات المحاكاة هي جانب أساسي في الفيزياء الفلكية النووية، إذ لا يمكن تحقيق بيئات التفاعل النووي الكونية، ولكن يمكن محاكاتها في أحسن الأحوال من خلال التجارب. بشكل عام، تهدف الفيزياء الفلكية النووية إلى فهم أصل العناصر الكيميائية والنظائر، ودور إنتاج الطاقة النووية، في المصادر الكونية مثل النجوم والمستعرات العظمى والمستعرات والتفاعلات العنيفة في النجوم الثنائية.

## التاريخ
تظهر المبادئ الأساسية لشرح أصل العناصر وتوليد الطاقة في النجوم في نظرية التخليق النووي، واجتمعت في أواخر الخمسينيات من القرن العشرين في أعمال علماء الفلك بوربيدج وفاولر وهويل  وكاميرون. تتمثل المبادئ الأساسية للفيزياء الفلكية النووية في أنه لا يمكن تشكيل نظائر الهيدروجين والهيليوم (وآثار الليثيوم والبريليوم والبورون) إلا في نموذج متجانس لنظرية الانفجار العظيم، بينما تتشكل جميع العناصر الأخرى في النجوم.
إن تحويل الكتلة النووية إلى طاقة إشعاعية (حسب علاقة أينشتاين الشهيرة في مجال الطاقة الكلية) هو ما يسمح للنجوم باللمعان لمدة تصل إلى مليارات السنين. افترض العديد من علماء الفيزياء البارزين في القرن التاسع عشر مثل ماير وواترسون وفون هيلمهولتز ولورد كيلفن أن الشمس تُشِع بالطاقة الحرارية عن طريق تحويل طاقة الجاذبية المحتملة إلى حرارة. يمكن حساب زمن هذه الطاقة بسهولة نسبية في ظل هذا النموذج باستخدام نظرية فيريال فتظهر النتيجة بحوالي 19 مليون عام. لم يتطابق هذا الرقم مع الرقم الموجود في السجلات الجيولوجية ونظرية التطور البيولوجي الجديدة.
يشير حساب الجزء الخلفي من الغلاف إلى أنه في حالة عدم احتواء الشمس إلا على الوقود الأحفوري مثل الفحم مع الأخذ في الاعتبار معدل انبعاث الطاقة الحرارية، فإن عمرها سيكون مجرد أربعة أو خمسة آلاف سنة وهو ما لا يتوافق حتى مع سجلات الحضارة الإنسانية. تنص إحدى الفرضيات قبل ظهور الفيزياء الحديثة إلى أن مصدر الطاقة الأساسي للشمس هو تقلّص الجاذبية. لم تلاقي هذه الفرضية الاهتمام المطلوب بالإضافة إلى أن النشاط الإشعاعي نفسه لم يكتشفه بيكريل حتى عام 1895. لا يمكن فهم الطاقة النجمية بالشكل الصحيح بدون نظريات النسبية وميكانيكا الكم.
اقترح إدينجتون انتقال الهيدروجين إلى الهيليوم محررًا الطاقة من خلال عملية غير معروفة في قلب الشمس، وذلك بعد أن أثبت أستون أن كتلة الهيليوم أقل من أربعة أضعاف كتلة البروتون.

## المفاهيم الأساسية
خلال الأزمنة الكونية، تعيد التفاعلات النووية ترتيب النويات التي خلفها الانفجار العظيم (على شكل نظائر الهيدروجين والهيليوم، والعناصر الشحيحة مثل الليثيوم والبريليوم والبورون) لتكوين نظائر وعناصر أخرى موجودة اليوم. الدافع وراء ذلك هو تحويل طاقة الربط النووية إلى طاقة طاردة للحرارة، مع تفضيل النوى ذات النويات الأكثر ترابطًا – تكون النواتج أخف من مكوناتها الأصلية نتيجة طاقة الربط الخاصة بها. تُعتبر نواة النيكل 56 الأكثر ارتباطًا. يسمح إطلاق طاقة الربط النووية للنجوم بالسطوع لمليارات السنين، وقد يُخل بها بانفجارات نجمية في حالة التفاعلات العنيفة (مثل تفاعلات اندماج الكربون 12 في حالة انفجارات المستعر الأعظم النووية الحرارية). مع معالجة المادة على هذا النحو داخل النجوم والانفجارات النجمية، تُنفث بعض النواتج من موقع التفاعل النووي لينتهي بها المطاف في الغاز بين النجمي. قد تشكل هذه المواد لاحقًا نجومًا جديدة، ليتم معالجتها من خلال التفاعلات النووية في دورة مستمرة لإنتاج المواد. ينتج عن هذا تطور تركيب الغاز الكوني داخل النجوم والمجرات وفيما بينها، عن طريق إثراء هذا الغاز بعناصر أثقل. تصف الفيزياء الفلكية النووية وتفسر العمليات النووية والفيزيائية الفلكية في مثل هذا التطور الكيميائي الكوني والمجري، وتربطها بالمعرفة في مجال الفيزياء النووية والفيزياء الفلكية. تُستخدم القياسات لاختبار فهمنا، إذ يجري الحصول على القيود الفلكية من البيانات النجمية وبين النجمية لوفرة العناصر والنظائر، وتساعد القياسات الفلكية الأخرى متعددة الأهداف للظواهر الكونية على فهما ونمذجتها. يمكن دراسة الخصائص النووية في المختبرات النووية الأرضية مثل المسرعات وتجاربها. من الضروري وضع النظريات وإجراء عمليات المحاكاة لفهم وإكمال هذه البيانات، ما يوفر نماذج لمعدلات التفاعلات النووية في ظل الظروف الكونية المتنوعة، وبنية وديناميكيات الأجرام الكونية.

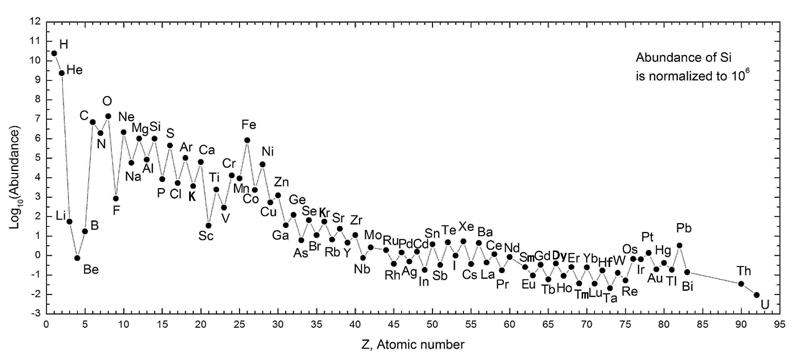
تمثل الصورة وفرة العناصر الكيميائية في المجموعة الشمسية. الهيدروجين والهيليوم هما الأكثر شيوعًا، وهما من البقايا في نموذج الانفجار العظيم. [9] تُعد العناصر الثلاثة (الليثيوم والبيريليوم والبورون) نادرة لأنها تُرَكّب بشكل سيء في نموذج الانفجار العظيم وفي النجوم أيضًا. الاتجاهان العامان في العناصر المتبقية المنتجة بالنجوم هما: 1- تناوب وفرة العناصر وفقًا لامتلاكهم أعداد ذرية زوجية أو غريبة، 2- انخفاض عام في الوفرة حيث تصبح العناصر أثقل.

## توقعات
تقدر نظرية التخليق النووي النجمي الوفرة الكيميائية بالاتفاق مع تلك التي لوحظت في النظام الشمسي والمجرة. استُخدمت هذه البيانات لصياغة النظرية ولكن يجب أن تكون النظرية العلمية مميزة. [بحاجة لمصدر] وقد اختُبرت النظرية جيدًا من خلال الملاحظة والتجربة منذ صياغتها لأول مرة.
تتنبأ النظرية بالتكنيتيوم في النجوم وهو أخف عنصر كيميائي بدون نظائر مستقرة، وبواعث غاما الخاصة بالمجرات ومراقبة النيوترونات الشمسية  ومن المستعرات الأعظم. هذه الملاحظات لها آثار بعيدة المدى. كان الدافع وراء العمل الذي أدى إلى اكتشاف تذبذب النيوترينو (يعني وجود كتلة غير صفرية للنيوترينو المتغيب في النموذج القياسي لفيزياء الجسيمات) هو تدفق النيوترينو الشمسي بأقل بثلاثة أضعاف من المتوقع، واعتُبر هذا مصدر قلق طويل في الفيزياء الفلكية النووية العامية، وعُرف باسم مشكلة النيوترينو الشمسية. إن تدفق النيوترينو الذي يمكن ملاحظته من المفاعلات النووية أكبر بكثير من تدفق الشمس، لذلك كان الدافع الأساسي لدافيس وآخرون هو البحث عن النيوتريونات الشمسية لأسباب فلكية.